# Огиевский, Владимир Михайлович
Владимир Михайлович Огиевский (15 [27] февраля 1894 — 8 января 1958) — русский советский учёный и педагог. Горный инженер. Профессор, доктор технических наук. Директор Магнитогорского горно-металлургического института в 1946—1948 годах.

## Биография
Родился в 1894 году в Санкт-Петербурге. Отец — штабс-капитан 37-й артиллерийской бригады Михаил Дмитриевич Огиевский, мать — Ольга Михайловна.
В 1912 году окончил с золотой медалью гимназию в Иркутске. В том же году поступил на кораблестроительное отделение Санкт-Петербургского политехнического института, после первого курса перевёлся на металлургическое отделение. После начала Первой мировой войны подал прошение на переход в Михайловское артиллерийское училище (ЦГИА СПб, ф. 478. оп. 3, д. 4827). Участник Первой мировой войны. В 1926 году окончил Московскую горную академию имени И. В. Сталина.
В годы Гражданской войны служил в Красной армии. В 1926—1932 годах работал инженером и на руководящих постах на Лениногорском, Туканском, Белорецком рудниках. В 1932—1941 годах — доцент, заведующий горной кафедрой Всесоюзной промышленной академии Наркомата цветной металлургии в Свердловске. В 1937 году был удостоен учёного звания кандидата технических наук.
С 1941 года — в Магнитогорском горно-металлургическом институте (МГМИ): заведующий кафедрой эксплуатации месторождения полезных ископаемых (1941—1946), профессор (1944); директор института (1946—1948), декан горного факультета (с 1952). В 1955 году выступал в качестве официального оппонента по докторской диссертации будущего директора МГМИ М. Г. Новожилова.
Выполнял научно-исследовательские работы оборонного значения. В 1943 году в Московском горном институте защитил докторскую диссертацию. Занимался изучением подземных пожаров на колчеданных рудниках, системы разработки рудных месторождений, а также вопросами профилактических мероприятий по защите горного оборудования. Сконструировал прибор «Пиродетектор», используемый для практического распознавания пожаров в медно-колчеданных рудниках. Автор более 65 научных работ, в том числе учебника «Рудничные пожары» для горных вузов, который был переведен на иностранные языки и издавался в странах социалистического лагеря.
Умер 8 января 1958 года в Магнитогорске. Похоронен на Левобережном кладбище города.

### Признание
Действительный член Общества по распространению политических и научных знаний. Награждён орденом «Знак Почёта» (1945, 1953), медалью «За доблестный труд в Великой Отечественной войне 1941—1945 гг.» (1945), значком Наркомата чёрной металлургии «Отличник социалистического соревнования» (1942), прочими наградами.